# Belanovce (Vladičin Han)
Pour les articles homonymes, voir Belanovce.
Belanovce (en serbe cyrillique : Белановце) est un village de Serbie situé dans la municipalité de Vladičin Han, district de Pčinja. Au recensement de 2011, il comptait 56 habitants.

## Démographie
| 1948 | 1953 | 1961 | 1971 | 1981 | 1991 | 2002 | 2011 |
| ---- | ---- | ---- | ---- | ---- | ---- | ---- | ---- |
| 540  | 558  | 541  | 496  | 375  | 170  | 113  | 56   |

|  |